# Dipsaconia pyritosa
Dipsaconia pyritosa is een keversoort uit de familie Ulodidae. De wetenschappelijke naam van de soort is voor het eerst geldig gepubliceerd in 1860 door Francis Polkinghorne Pascoe. De soort was aangetroffen in Melbourne (Australië).